# Schloss Groß Holstein

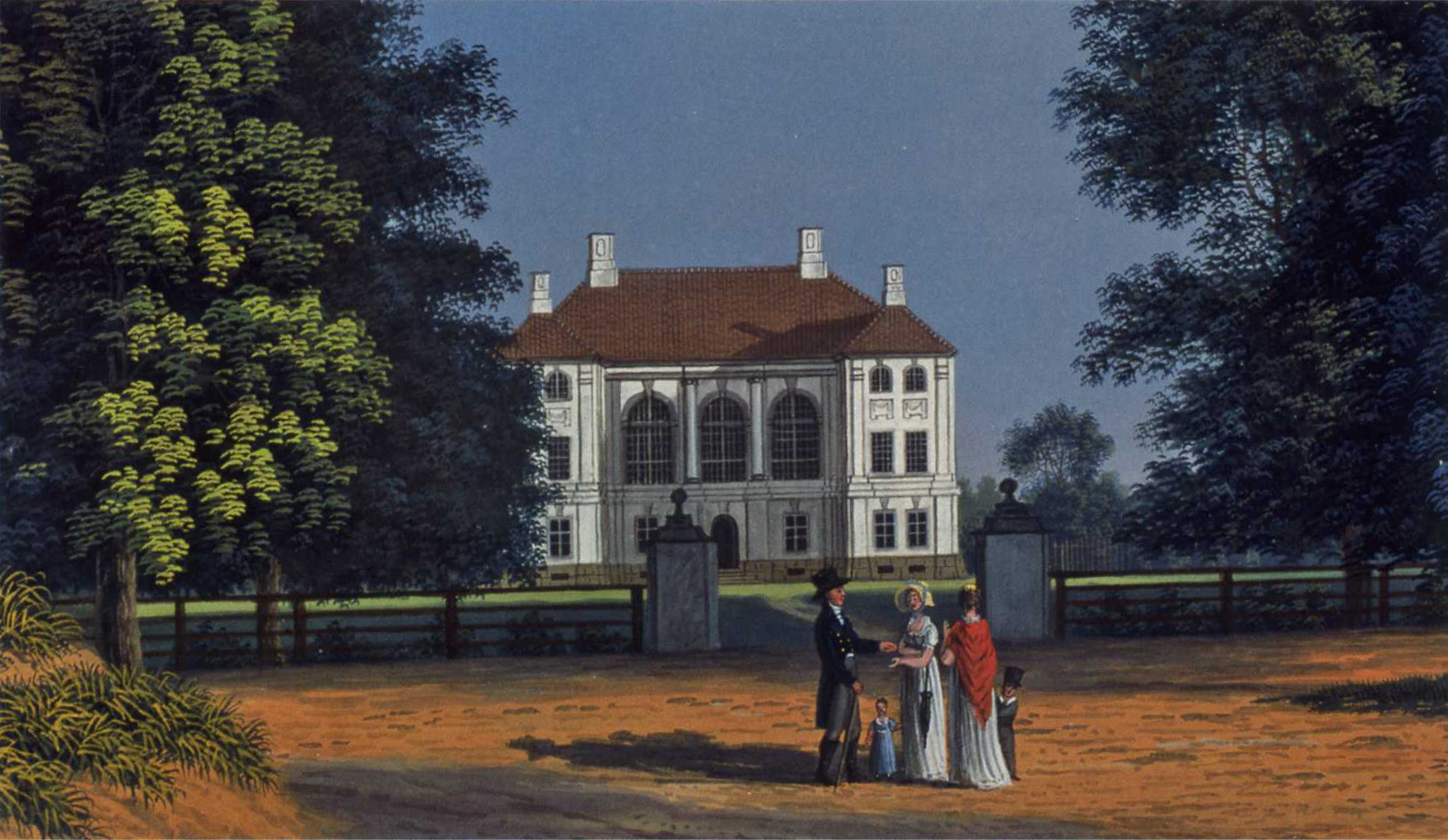
Schloss Holstein, um 1830

Das ehemalige Schloss Groß Holstein (ursprünglich Schloss Friedrichshof) liegt im Westen von Kaliningrad im Zentralrajon (Kaliningrad) in Russland am rechten Ufer des Pregels kurz vor seiner Mündung in das Frische Haff. Seinen Namen verdankte es Friedrich Wilhelm II. (Schleswig-Holstein-Sonderburg-Beck).

## Geschichte

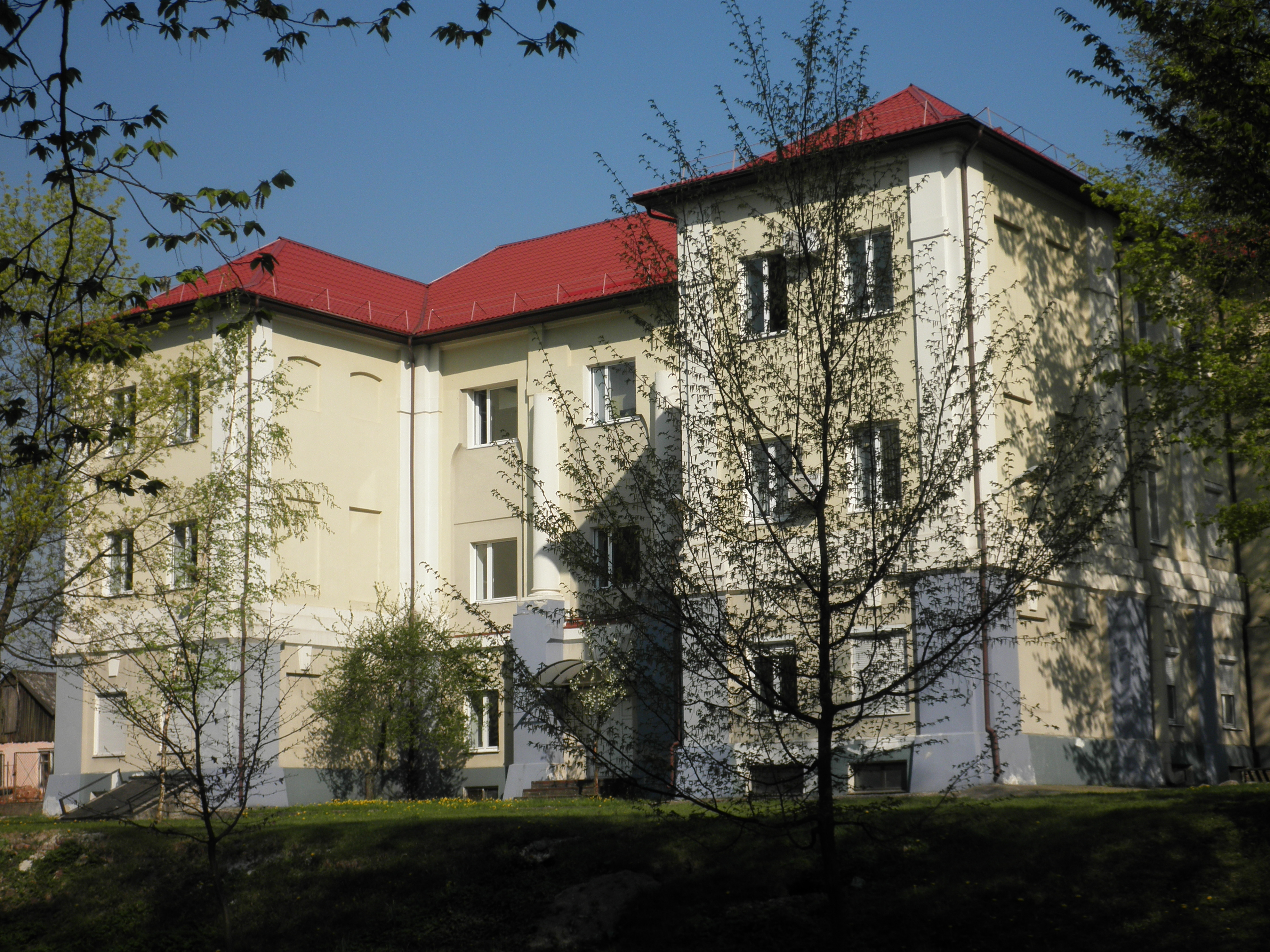
Gebäude 2014, Südseite

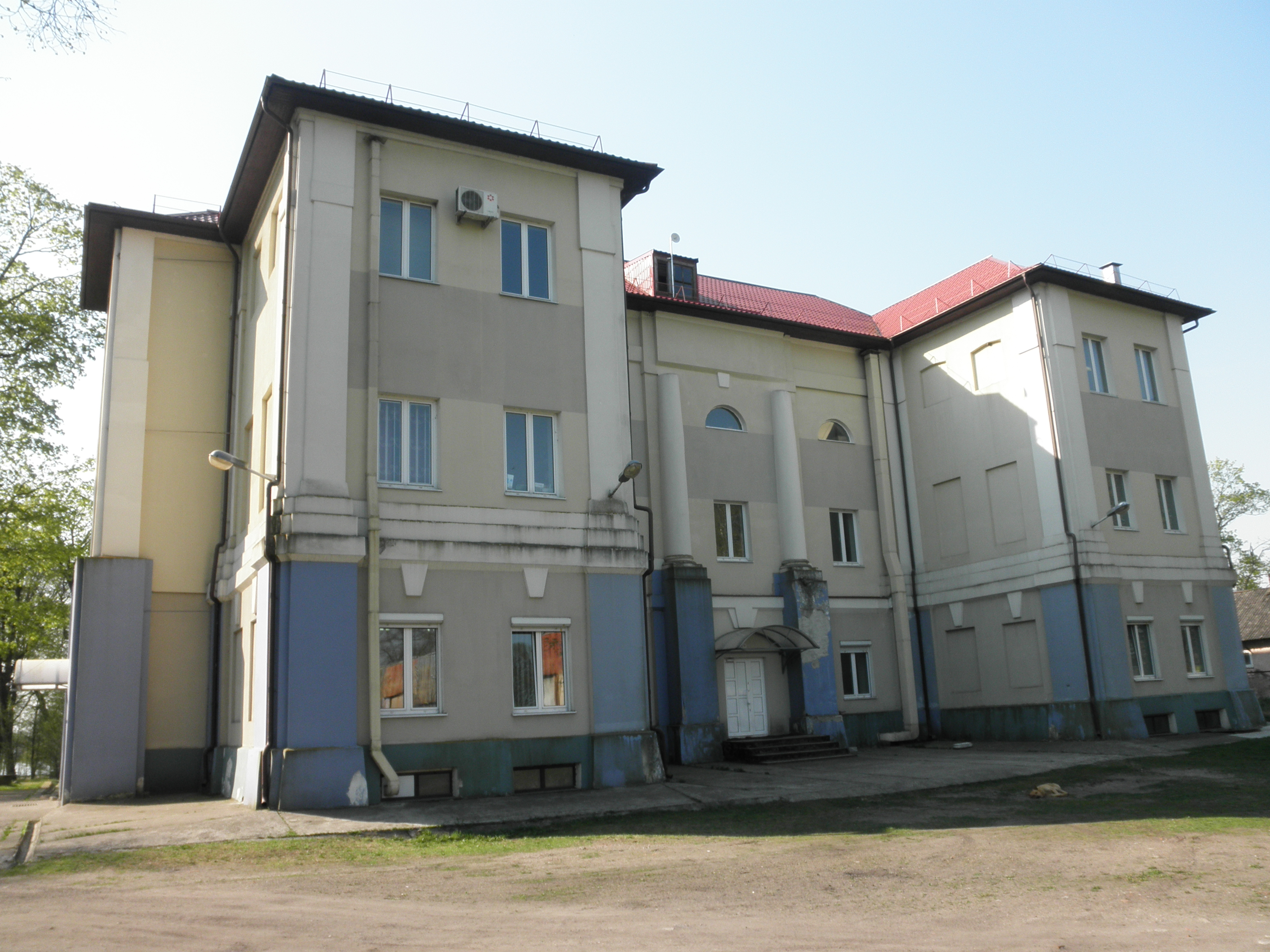
Zustand 2014, Nordseite

Zwischen 1693 und 1697 ließ Kurfürst Friedrich III. ließ 1993–1697 nach den Entwürfen des kurfürstlich brandenburgischen Baumeisters Johann Arnold Nehring in Ostpreußen drei Jagdschlösser errichten – die Schlösser Friedrichshoff, Friedrichsberg und Friedrichswalde. 
Schloss Friedrichshof wurde 1693 unter Bauleitung von Martin Grünberg aus Berlin erbaut; es erlangte schnell Anerkennung als bedeutendster Barockbau der Provinz. 
Jedoch gefiel das Schloss dem Kurfürsten nicht sonderlich, trotz des schönen Ausblicks über den Park auf den Fluss. Jedenfalls wurde es nur hin und wieder für die Elchjagd in der Kaporner Heide vom Hof genutzt. Sein Nachfolger Friedrich Wilhelm I. (Preußen) ließ das Schloss dann längere Zeit gänzlich leerstehen, bis er es 1719 seinem Vetter und späteren Generalfeldmarschall Prinz Friedrich Wilhelm II. von Holstein-Beck als Dank für dessen Verdienste bei der Belagerung Stralsunds schenkte.
Friedrich Wilhelm von Holstein-Beck erweiterte den Schlossbau zu seinem heutigen, H-förmigen Grundriss und gab ihm (nebst angegliedertem Gut und Dorf) den Namen Holstein. Er bewohnte das Haus ebenfalls nicht, auch nicht ab 1741 während der Zeit seiner Versetzung nach Königsberg, wo er nach längerer Krankheit am 11. November 1749 verstarb.
Nach seinem Tode erbte seine Witwe Ursula Anna geb. von Dohna-Schlobitten den Besitz, bis er 1761 an die gemeinsame Tochter Sophie Charlotte von Schleswig-Holstein-Sonderburg-Beck fiel. Doch auch die Erben Friedrich Wilhelms nutzten das barocke Schlösschen nur gelegentlich als Sommerresidenz. Es wurde schließlich verkauft und wechselte auch in der Folgezeit häufiger den Besitzer.
Nächster Eigentümer war Franz von Below, der das Schloss 1793 (oder 1795) für 76.000 Taler aus der Hand der Erben Friedrich Wilhelm II. erwarb. Er veräußerte es schon 1798 an den Generallandschaftsrat Friedrich Wilhelm Karl von der Trenck, der wahrscheinlich weitere Veränderungen vornehmen ließ. 1812 erwarb der jüdische Kaufmann David Meyer Friedländer das Schloss für 70.000 Taler, und überließ es 1817 Bankier Wolff Mendel Oppenheim (1753–1828) und dessen Schwiegersohn Marcus Warschauer. 1835 kaufte Oberamtmann Ferdinand Adolf Gottfried Magnus das Gut samt Schloss.
1852 fand auf Groß Holstein, wie man den Besitz nun nannte, das dritte Ostpreußische Sängerfest statt. 
1930 wurde das Gut an Kurt Munier verpachtet, der den Besitz nach dem Tod der Eigentümerin Anna Magnus erwarb. Am 9. April 1945 wurde der Besitz von sowjetischen Truppen eingenommen und später enteignet. Kurt Munier, Generalsekretär des Landwirtschaftlichen Zentralvereins Königsberg, starb am 24. Dezember 1946 in Königsberg. Seine Frau wurde im Mai 1947 ausgewiesen.
Das Schloss ist, im Gegensatz zu vielen anderen kulturhistorisch wertvollen Bauten der Gegend, bis heute erhalten, wenn auch mit zugemauerten oder veränderten Rundbogenfenstern, fehlendem Fassadenschmuck, entferntem Treppenhaus und erneuertem Dach. Dem äußeren Anschein von 2009 zufolge wurde es kurz zuvor renoviert, wobei einige wenige bauliche Veränderungen der Fassade im Mitteltrakt zurückgenommen wurden. Heutiger Nutzer ist wohl die Ingenieur-Geologische-Ostsee-Expedition.

## Umgebung
Ebenfalls zum Schloss gehörte das Forsthaus Moditten, nördlich am Moditter Bach gelegen, das mit dem Schloss Groß Holstein durch eine Allee verbunden war. Westlich des Schlosses entstand Ende des 19. Jahrhunderts das Fort VII Herzog von Holstein, ein Teil des Befestigungsgürtels um Königsberg. Es wird auch heute (2018) noch militärisch genutzt.